# Robert Hermann Tillmanns
Robert Hermann Tillmanns, född 3 oktober 1844 i Elberfeld, död 5 november 1927 i Leipzig, var en tysk kirurg.
Tillmanns blev medicine doktor i Halle an der Saale 1869 och var 1889-1919 professor i kirurgi i Leipzig och överläkare vid barnsjukhusets kirurgiska avdelning. Han utgav bland annat Lehrbuch der allgemeinen und speziellen Chirurgie (två band, 1888-91; I, 11:e upplagan 1913, II, åttonde upplagan 1904) och deltog 1874 i uppsättandet av "Zentralblatt für Chirurgie".